# Jean Auréal
Pas d'image ? Cliquez ici
Jean Auréal, né le 28 mai 1941 à Versailles et décédé le 19 avril 1985 à Mantes-la-Jolie, est un pilote motocycliste français de vitesse.
Sa carrière en compétition s'étale du début des années 1960 à celui des années 1970, essentiellement sur Bultaco en 125 cm3, puis sur Aermacchi et Yamaha en 250 et 350 cm3.
Il fut notamment le premier pilote officiel Yamaha Sonauto, à compter de la saison 1969, ce qui permit de disputer quelques épreuves en championnat mondial de 1969 à 1970 entre la France et la Belgique.

## Palmarès

### Titres (5)
- 1968 : Inters en 350 cm3 ;
- 1969 : Inters en 125, 250} et 350 cm3 ;
- 1970 : Inters en 350 cm3.

### Principaux succès et accessits
125 cm3 :

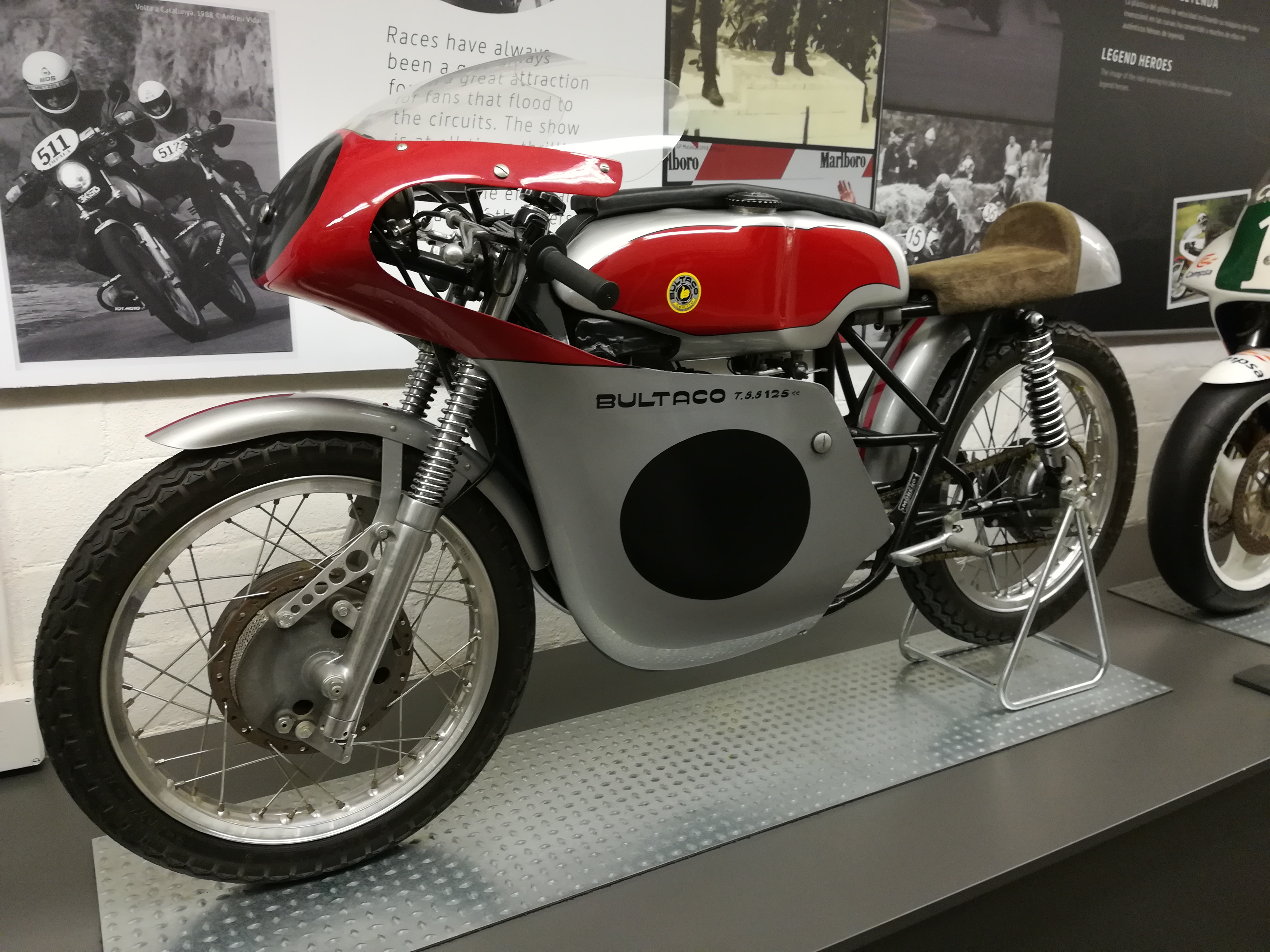
Une Bultaco TSS 125 cm3 de 1965.

- 1963 : Trophée BP à l'Autodrome de Linas-Montlhéry ;
- 1964 : Critérium de Vitesse du M.C.F. à Montlhéry ;
- 1965 : Coupes Eugène Mauve à Montlhéry ;
- 1966 : Coupes Eugène Mauve et Coupes de Paris à Montlhéry ;
- 1969 : Grand Prix moto de France (sur Yamaha), Circuit de Vitesse d'Annemasse et Coupes de Paris ;
- 1970 : Trophées Motocyclistes de Champagne à Reims ;

250 cm3 :
- 1967 : Trophées du M.C.F. et Coupes Internationales Eugène Mauve ;
- 1969 : Circuit de Bourg-en-Bresse, Critérium de Vitesse du M.C.F., premier français du Grand Prix de France (sur Yamaha), Circuit de Magny-Cours au Motor Stadium Jean Behra et Coupes de Paris ;
- 1970 : Trophées Motocyclistes de Champagne à Reims ;
- 1972 : victoire de classe aux 1000 km du M.C.F. (avec Maurice Martine, 11es au général);

350 cm3 :
- 1967 : Circuit de Bourg-en-Bresse et Critérium de Vitesse du M.C.F. ;
- 1968 : Trophées du M.C.F., Coupes Eugène Mauve, Circuit de Bourg-en-Bresse et Coupes de Paris ;
- 1969 : premier français du Critérium de l'A.C.O. (2e), Trophées du M.C.F., Coupes Eugène Mauve, Circuit de Bourg-en-Bresse et Coupes de Paris ;
- 1970 : Circuit de Bourg-en-Bresse.